# Texa
A nu se confunda cu Texas .
Texa este o insulă ce aparține Regatului Unit, din dreptul Scoției, situată în grupul de insule Hebride interioare din Oceanul Atlantic.